# Années 570
Les années 570 couvrent la période de 570 à 579.

## Événements
- 569–575  : échec des Lombards contre les royaumes francs en Gaule[1].
- 569-575 : guerre civile entre les rois mérovingiens Chilpéric, allié à Gontran et Sigebert[2].
- Vers 570-572 : apparition de la variole en Arabie [3].
- 570-591 : récurrence de la peste en Europe[4].
- 570-578 : échec d'une expédition d'Aksoum contre La Mecque. Intervention perse en 572. Les Éthiopiens sont chassés du Yémen en 578[5].

- 572-591 : guerre pour le Caucase entre empires perse et byzantin[6] ; la Perse perd l'Arménie au profit de l'Empire d'Orient et la Bactriane au profit de l'empire Köktürks.
- 572 : les Lombards prennent Pavie et occupent l'Italie du Nord. Assassinat d'Alboin[6]. En Italie, les Byzantins tiennent l’Apennin de Rome à Ravenne, Crémone et Mantoue (Romagne), Savone et Gênes en Ligurie, le littoral de la Vénétie (Prado) où se sont réfugiés les cadres de l’intérieur[7].
- 573-574 : recrudescence de la peste de Justinien dans l'empire byzantin Constantinople, Égypte, Orient)[8].
- Vers 574 : Venance Fortunat (futur évêque de Poitiers mort en 609) mentionne la défaite d’une flotte danoise en Frise[9].
- 574 : le roi de Bourgogne Gontran ferme l’entrée de la Gaule en occupant Aoste et Suse, sur le versant italien des Alpes[1]. Il annexe les Alpes cottiennes qui comprennent Briançon, la vallée de la Maurienne et la vallée de Suse sur le versant italien et fonde un nouvel évêché, le diocèse de Maurienne dont le premier évêque, Felmase est consacré en 579[10].

- Vers 576 : le moine catholique Jean de Biclar rentre en Espagne après avoir achevé ses études à Constantinople. Il rencontre le roi wisigoth Léovigild qui tente de le convaincre de rallier l'arianisme ; après son refus, il est exilé à Barcelone[11].

- Le royaume d’Alodia au Soudan est converti au christianisme par l’évêque monophysite Longinus tandis que le royaume nubien de Makuria est converti au christianisme melkite par des missionnaires coptes[12].

## Personnages significatifs
- Benoît Ier
- Brunehilde (reine)
- Ceawlin
- Childebert II
- Chilpéric Ier (roi des Francs)
- Frédégonde
- Grégoire de Tours
- Justin II
- Khosro Ier
- Léandre de Séville
- Léovigild
- Pélage II
- Rosemonde
- Sigebert Ier
- Tibère II Constantin